# 佩里霍爾 (馬里蘭州)
佩里霍爾（英語：Perry Hall）是位於美國馬里蘭州巴爾的摩縣的一個普查規定居民點。

## 人口
根據2020年美國人口普查的數據，佩里霍爾的面積為17.97平方千米，當中陸地面積為17.97平方千米，而水域面積為0.00平方千米。當地共有人口29409人，而人口密度為每平方千米1,636.56人。